# Neon Trees
Neon Trees je americká alternativní rocková skupina založená v Provu v Utahu. Skupina získala celonárodní ohlas ke konci roku 2008, když dělala přeskokana pro koncerty kapely The Killers v Severní Americe. Krátce poté již podepsala smlouvu s vydavatelstvím Mercury Records a vydala své první album s názvem Habits v roce 2010. Jejich první singl s názvem "Animal" se umístil na třináctém místě v Billboard Hot 100 a na prvním místě v Alternative Rock chart.

## Vznik a historie

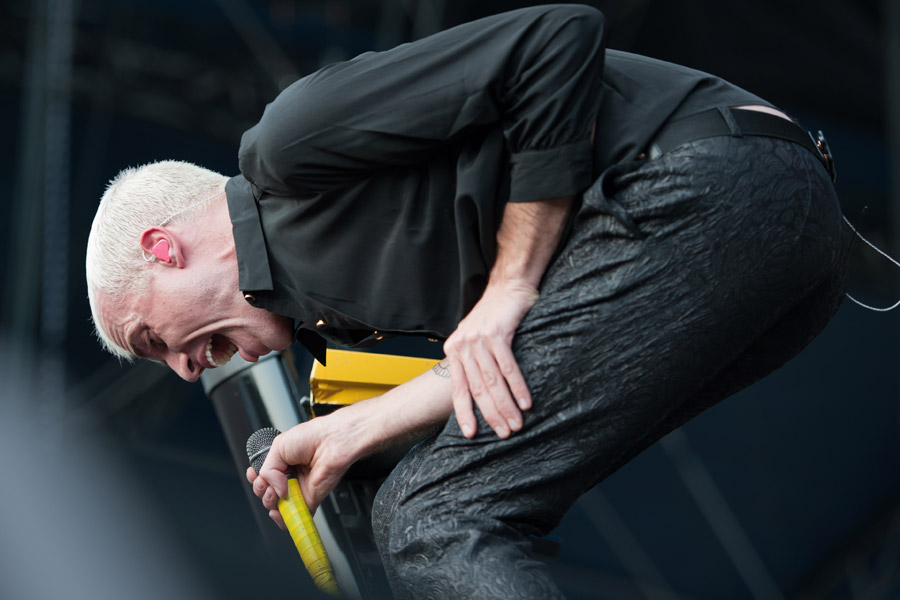
Neon Trees na Music Midtown 2012

Skupinu původně založili sousedé Tyler Glenn (zpěv, klávesy) a Chris Allen (kytara, vokály), kteří vyrostli v Murrietě v Kalifornii. Skupina našla svůj první domov v Provu, když se k ním přidali Branden Campbell (basová kytara, vokály) a Elaine Bradley (bicí, perkuse, vokály). Se skupinou hraje také David Charles jako kytarista na turné.
Na konci roku 2005 začali hrát pod jménem Neon Trees s pěti původními členy, Tylerem Glennem a Chrisem Allenem z Kalifornie a třemi veterány utahské hudební scény, basistou Mikem Liechtym, bubeníkem Jasonem Gibbonsem a klávesistou Nathanem Evansem. Jméno kapely pochází z obrázku osvětlených stromů ve fast foodových restauracích In-N-Out, což inspirovalo Tylera Glenna. Je to zajímavou hříčkou osudu, protože, jak se později dozvěděli, neonové stromy, které Glenna inspirovaly dal do prodejny instalovat otec Brandena Campbella, Steve Campbell. Skupina je obecně známá v celém Provu i Salt Lake City, protože v této oblasti vznikla. Všichni čtyři členové skupiny jsou příslušníci Církve Ježíše Krista Svatých posledních dnů.
Během svého prvního turné v Kalifornii vydali první EP s názvem Becoming Different People a obsahovalo slibné písně jako "Snap the Flash", "Sister Stereo", "Modern Romantics" a "Ashley Stevenson". Během "Treehouse Sessions" v roce 2006 nahráli i další skladby, které však nebyly vydány.
Seznam členů se zúžil na čtyři, když se Branden Campbell a Elaine Bradley přidali ke skupině jako hráči na basovou kytaru a bicí. Krátce poté bubeník skupiny The Killers, Ronnie Vannucci mladší, slyšel skupinu hrát v malém klubu v Las Vegas, protože byl v minulosti ve ska hudební skupině s názvem "Attaboy Skip" s baskytaristou Neon Trees, Brandenem Campbellem, předtím, než se připojil k The Killers. Ronnie byl ohromen a jako výsledek byli Neon Trees vybráni jako předskokani pro The Killers na jejich turné v Severní Americe v roce 2008. Vannucci jim později také pomohl podepsat smlouvu s vydavatelstvím Mercury Records, což bylo oznámeno na konci roku 2008. V roce 2009 byla skupina zvolena Kapelou roku publikací City Weekly.
V roce 2010 skupina vytvořila cover verze na písně "Baby" od Justina Biebera a "Stand By Me" od Bena E. Kinga.
Cover verze jejich dvou písní se objevila v americkém seriálu Glee, poprvé to bylo "Animal", což zaznělo v epizodě Sexy a poté "Everybody Talks", což zaznělo v epizodě The Role You Were Born to Play. "Everybody Talks" se také objevil ve filmu Prci, prci, prcičky: Školní sraz.
Na podzim roku 2012 se vydali na společné turné se skupinami The Offspring a Dead Sara.
V roce 2013 se přidali ke skupině Owl City jako předskokani pro turné kapely Maroon 5.

## Členové
- Tyler Glenn – hlavní zpěvák, piáno, syntezátor (2005–současnost)
- Christopher Allen – kytara, vokály (2005–současnost)
- Branden Campbell – basová kytara, vokály (2006–současnost)
- Elaine Bradley – bicí, vokály (2006–současnost)

## Diskografie
- Habits (2010)
- Picture Show (2012)